# NGC 101
NGC 101 (również PGC 1518) – galaktyka spiralna z poprzeczką (SBc), znajdująca się w gwiazdozbiorze Rzeźbiarza. Odkrył ją John Herschel 25 września 1834 roku.